# Rod Laver

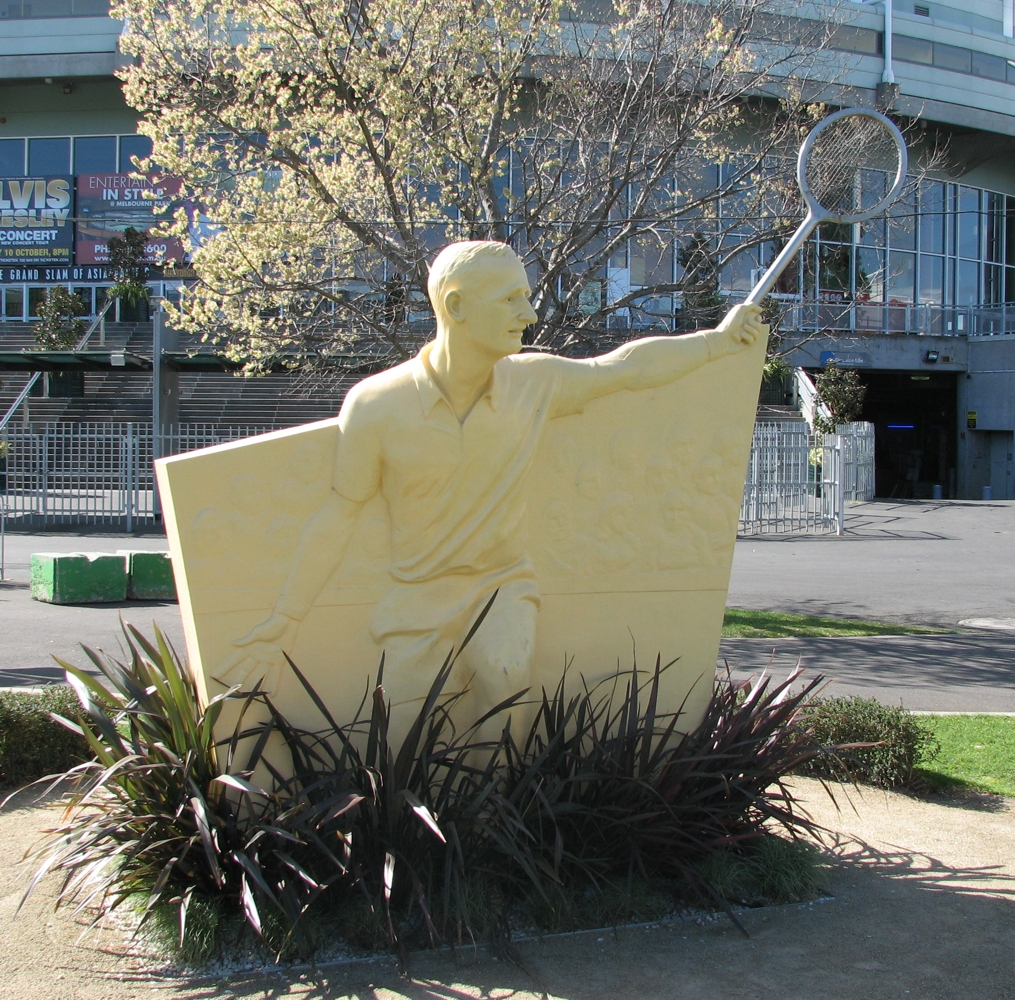
Socha Roda Lavera

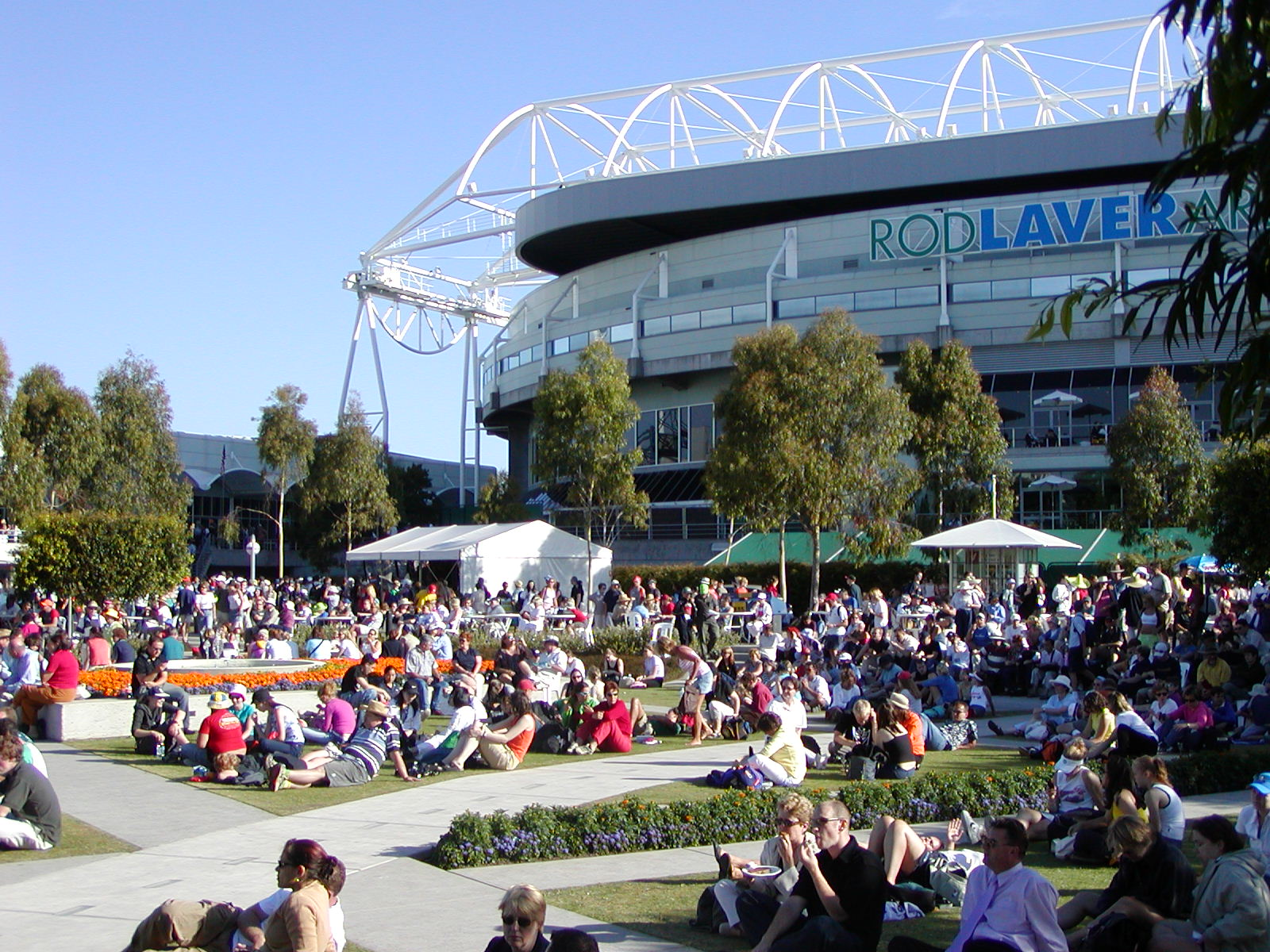
Rod Laver Arena v Melbourne Parku.

Rodney George (Rod) Laver, MBE (* 9. srpna 1938, Rockhampton, Austrálie) je bývalý australský tenista považovaný za jednoho z nejlepších tenistů všech dob. Během 22leté kariéry, která zahrnovala amatérskou, profesionální a otevřenou éru, se Laver v letech 1959 až 1975 jedenáctkrát umístil ve světové top 10, čtyřikrát se dostal na 1. místo (1961-62, 1968-69). Získal celkem 184 titulů ve dvouhře a dvakrát Grand Slam (1962 a 1969). Většinu svých ocenění a turnajových vítězství získal jako amatér před začátkem otevřené éry. Své kvality však dokázal obhájit i na turnajích s profesionály po roce 1968.

## Život
Rodney George Laver se narodil v Rockhamptonu v Austrálii jako třetí ze čtyř dětí chovatele dobytka a řezníka Roye Lavera a jeho manželky Melby Roffeyové. Oba rodiče byli velkými milovníky tenisu a otec pro své děti vybudoval za domem hliněný dvorec, na kterém se naučily první základy tenisové hry. Rod, přestože byl slabší než jeho starší bratří a často trpěl nemocemi, projevoval velký talent. Otec ho představil známému trenérovi Charliemu Hollisovi, který ho vzal do své tenisové školy. Po dvou letech tréninku se Rod Laver jako třináctiletý poprvé objevil v turnaji na mistrovství Queenslandu mladších dorostenců. Dostal se až do finále, kde podlehl svému staršímu bratrovi. Ve třinácti letech vyhrál žákovské mistrovství Austrálie a byl přijat do kursu k věhlasnému trenéru Harrymu Hoppmanovi, kapitánovi australského daviscupového týmu. Ten mu dal přezdívku Rocket (Raketa). Když dokončil školu, nastoupil Rod Laver do zaměstnání v Brisbane ve filiálce firmy Dunlop. Tenisu se věnoval ve volném čase. Pilně trénoval, posiloval svou levou ruku, ve které držel raketu. Nosil v kapse tenisový míček a jeho mačkáním systematicky posiloval zápěstí a svaly předloktí levé ruky. Nevýhodu menší postavy (měřil 173 cm) vynahrazoval rychlostí, skvělým citem pro hru a vynikající úderovou technikou. Právě síla levé paže a zápěstí dala Laverovi možnost topspinových úderů forhendem i bekhendem. V roce 1955 už patřil mezi nejlepší australské juniory a v roce 1956 se stal australským a americkým juniorským šampionem. Rok 1957 strávil ve službě v australské armádě.
S tenisem spojil prakticky celý svůj život, jeho aktivní sportovní kariéra trvala od roku 1956 až do roku 1978, kdy odehrál svůj poslední turnaj. Ještě mnoho let potom hrál na akcích seniorů a legend světového tenisu. S dalším bývalým tenistou Royem Emersonem provozoval tenisové kempy.
V roce 1966 se oženil s Američankou Mary Bensonovou a usadili se v Kalifornii. Měli spolu jednoho syna (Rick,*1969), Mary měla ještě tři děti z prvního manželství. Zemřela v roce 2012. V červenci 1998 Laver utrpěl těžký záchvat mrtvice, ale postupně se zotavil a vrátil se k běžnému životu. Žije ve městě Carlsbad v Kalifornii.

## Sportovní kariéra

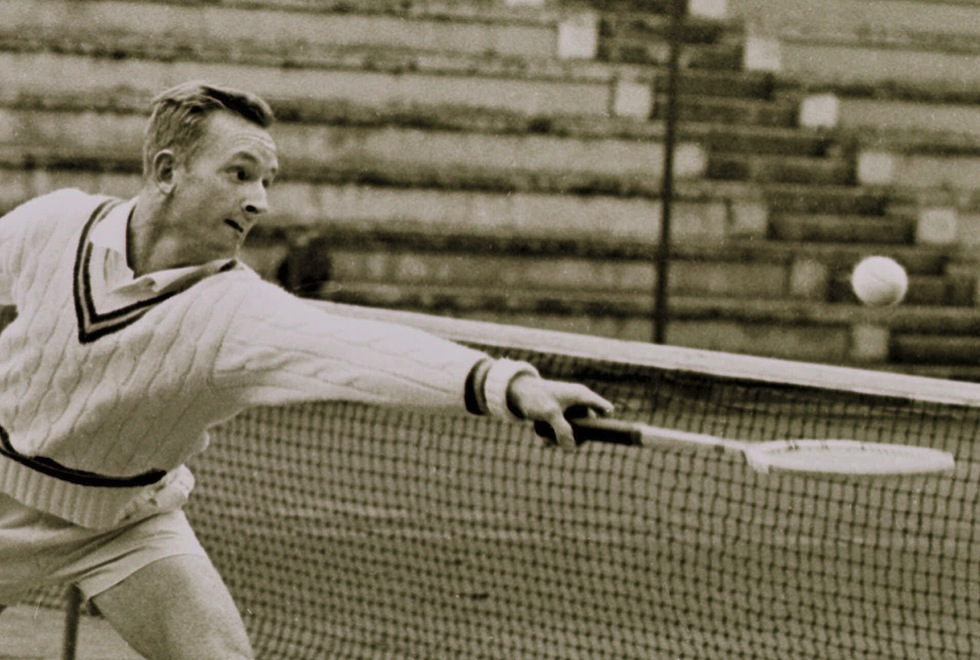
Rod Laver v semifinále na mezinárodním mistrovství Itálie v Římě 1962

Na světové scéně dosáhl průlomu v roce 1959, kdy se ve Wimbledonu dostal do všech tří finále a vyhrál smíšenou čtyřhru. Jeho prvním velkým titulem ve dvouhře bylo vítězství na mistrovství Austrálie ‎‎ v roce 1960. O rok později vyhrál dvouhru ve Wimbledonu. Když se vrátil domů do Rockhamptonu, byl uvítán průvodem a dostal klíče od města. V roce 1962 se Rod Laver stal druhým hráčem v historii tenisu, kterému se podařilo vyhrát v jednom roce všechny čtyři grandslamové tituly ve dvouhře. Kromě toho vyhrál dalších 18 turnajů. Byl nejlepším světovým tenistou. Mezi lety 1956 a 1962 Laver vyhrál celkem 54 amatérských titulů.
V prosinci 1962 se Laver stal profesionálem poté, co vyhrál ‎‎Davis Cup‎‎ s ‎‎australským týmem‎‎. Profesionálové byli v té době odděleni od amatérského tenisu a mohli se zúčastňovat jen některých turnajů. Laver si zpočátku obtížně zvykal na nový režim a s hráči jako ‎‎Ken Rosewall‎‎ nebo ‎‎Lew Hoad‎‎ pravidelně prohrával. Rychle se však přizpůsobil a v následujícím roce získal šest turnajových vítězství. Byl druhým nejlepším profesionálním tenistou ve světovém žebříčku po Kenu Rosewallovi. Vítězství na turnaji profesionálů ve Wembley v roce 1964 znamenalo pro Lavera počátek dlouhého období, kdy byl uznáván za nejlepšího tenistu světa.
V roce‎‎ 1968 bylo profesionálním hráčům opět umožněno soutěžit na ‎‎grandslamových‎‎ turnajích a Laver se stal prvním ‎‎wimbledonským‎‎ šampionem otevřené éry. V roce 1969 podruhé vyhrál všechny čtyři grandslamové turnaje ve stejném kalendářním roce a získal Grand Slam. Celkem v tomto roce vyhrál 17 turnajů ve dvouhře. Stal se nejlepším tenistou roku a vyhrál i v anketách o nejlepšího sportovce světa. Až do roku 1975 se držel na světové špičce, přestože omezil počet turnajů. Po zavedení oficiálního světového tenisového žebříčku v roce 1973 se Laver dokázal dostat až na 3. místo a zůstal mezi deseti nejlepšími hráči světového žebříčku až do roku 1975. V roce 1971 se stal prvním profesionálním tenistou, který překonal hranici 1 000 000 $ na odměnách za kariéru. Od roku 1976 hrál jen na vybraných akcích, poslední turnaj odehrál v roce 1978.
V Československu hrál v roce 1973, kdy byl ve věku 35 let povolán do daviscupového družstva Austrálie. V semifinálovém utkání proti ČSSR v Praze na Štvanici vyhrál oba své zápasy. Tým Austrálie za účasti Roda Lavera získal Davisův pohár celkem 5x (1959,1960,1961,1962,1973).
V roce 1981 byl uveden do Mezinárodní tenisové síně slávy a v roce 1985 do Síně slávy australského sportu. V roce 1970 byl vyznamenán Řádem britského impéria (MBE). V roce 2002 byl jmenován legendou australského sportu. V roce 2016 obdržel na Den Austrálie vyznamenání Companion of the Order of Australia (AC) udílené za vynikající úspěch a zásluhy nejvyššího stupně ve službě Austrálii nebo lidstvu obecně.
Po Rodu Laverovi je pojmenován hlavní stadion Rod Laver Arena tenisového areálu Melbourne Park, kde se koná grandslamový turnaj Australian Open. Bronzová socha Roda Lavera stojí od roku 2017 před Tenisovým centrem v Melbourne. V areálu jsou i další sochařská díla věnovaná tomuto hráči. Pomník má také v rodném Rockhamptonu. Je po něm také pojmenován turnaj Laver Cup, ve kterém se utkává výběr Evropy a výběr Světa. Otcem myšlenky je Roger Federer a první ročník se uskutečnil 22. až 24. září roku 2017 v Praze za osobní účasti Roda Lavera.

### Přehled grandslamových turnajů s účastí Roda Lavera ve finále
Dvouhra
- Australian Open (1960, 1962, 1969) – vítěz
- French Open W (1962, 1969) – vítěz
- Wimbledon W (1961, 1962, 1968, 1969) – vítěz
- US Open W (1962, 1969) – vítěz

Čtyřhra
- Australian Open (1959, 1960, 1961, 1969) – vítěz
- French Open W (1961) – vítěz
- Wimbledon (1970) – vítěz
- US Open (1960, 1970, 1973)

Smíšená čtyřhra
- Australian Open (1959)
- French Open (1961) – vítěz
- Wimbledon (1959, 1960) – vítěz